# Saracura-de-pescoço-ruivo

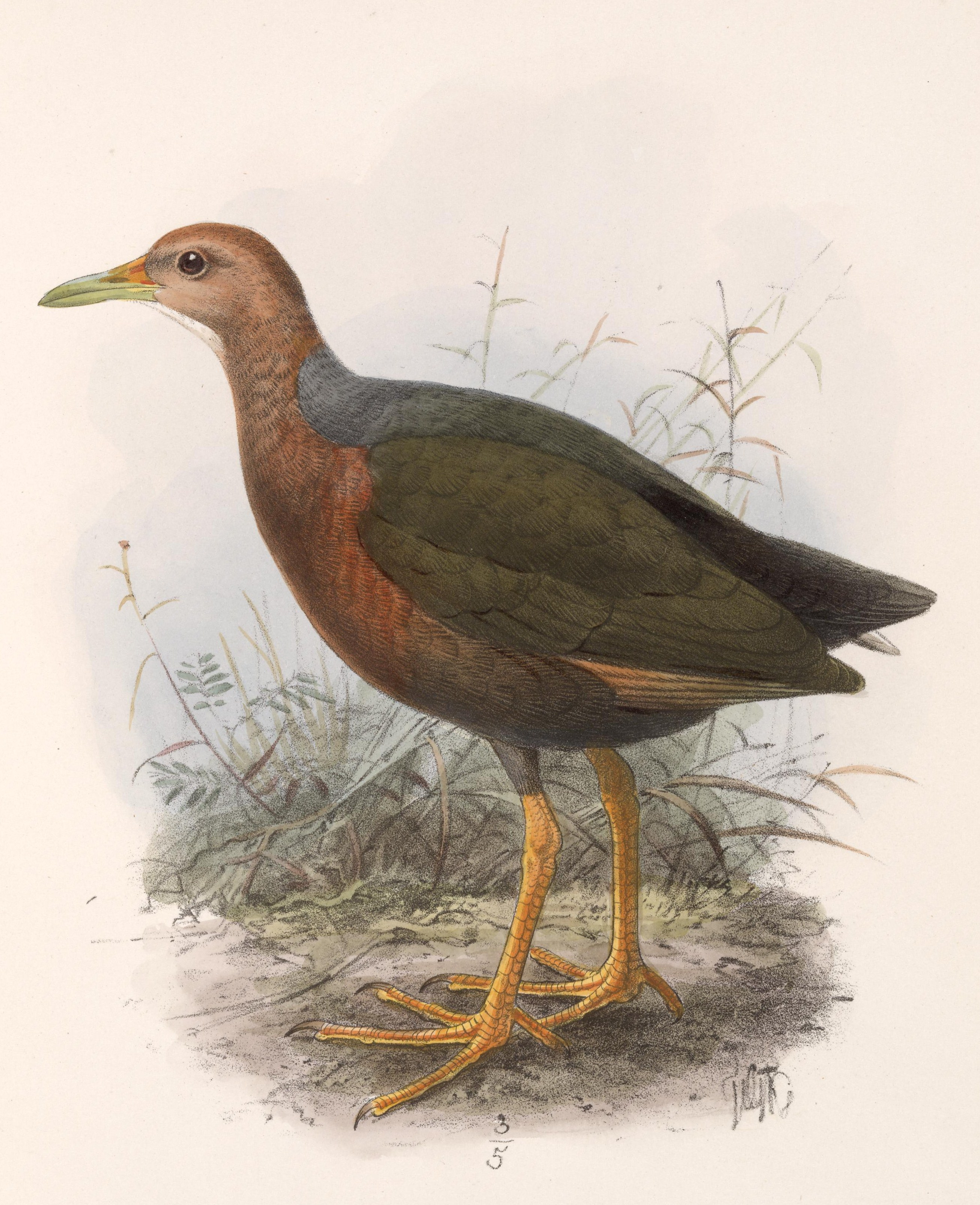
Ilustração de J. G. Keulemans para Biologia Centrali-Americana (1879–1904)

Frango-d'água-de-pescoço-ruivo ou saracura-de-pescoço-ruivo (Aramides axillaris) é uma espécie de ave da família Rallidae.
Pode ser encontrada nos seguintes países: Belize, Colômbia, Costa Rica, Equador, El Salvador, Guiana Francesa, Guiana, Honduras, México, Nicarágua, Panamá, Peru, Suriname, Trinidad e Tobago e Venezuela.
Os seus habitats naturais são: florestas secas tropicais ou subtropicais , florestas subtropicais ou tropicais húmidas de baixa altitude e florestas de mangal tropicais ou subtropicais.